# Chrysler Airflow
Chrysler Airflow — повнорозмірний автомобіль, що випускався Chrysler з 1934 по 1937 рік. Airflow був першим повнорозмірним американським серійним автомобілем, який використав обтічність як основу для створення більш гладкого автомобіля, менш чутливого до опору повітря. Chrysler доклав значних зусиль для фундаментальних змін у дизайні автомобілів із Chrysler Airflow, але в кінцевому підсумку це було комерційним провалом через відсутність визнання на ринку та суперечливий зовнішній вигляд.
Chrysler також продавав супутню модель під брендом DeSoto, DeSoto Airflow, і зовнішній вигляд також пропонувався на Chrysler Imperial. У 2022 році Chrysler оголосив, що назву Airflow буде відроджено для електричного кросовера SUV.

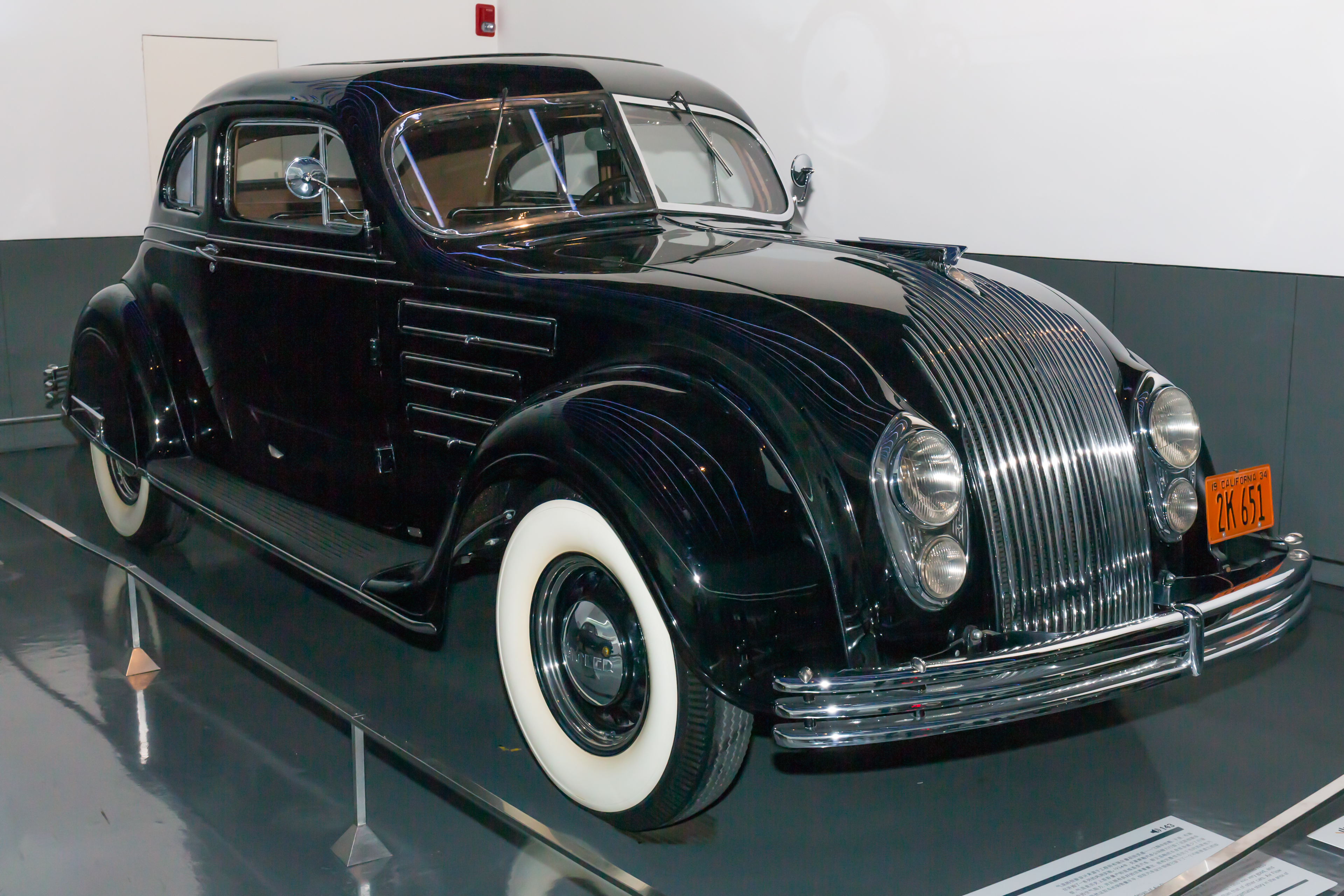
Chrysler Airflow купе 1934
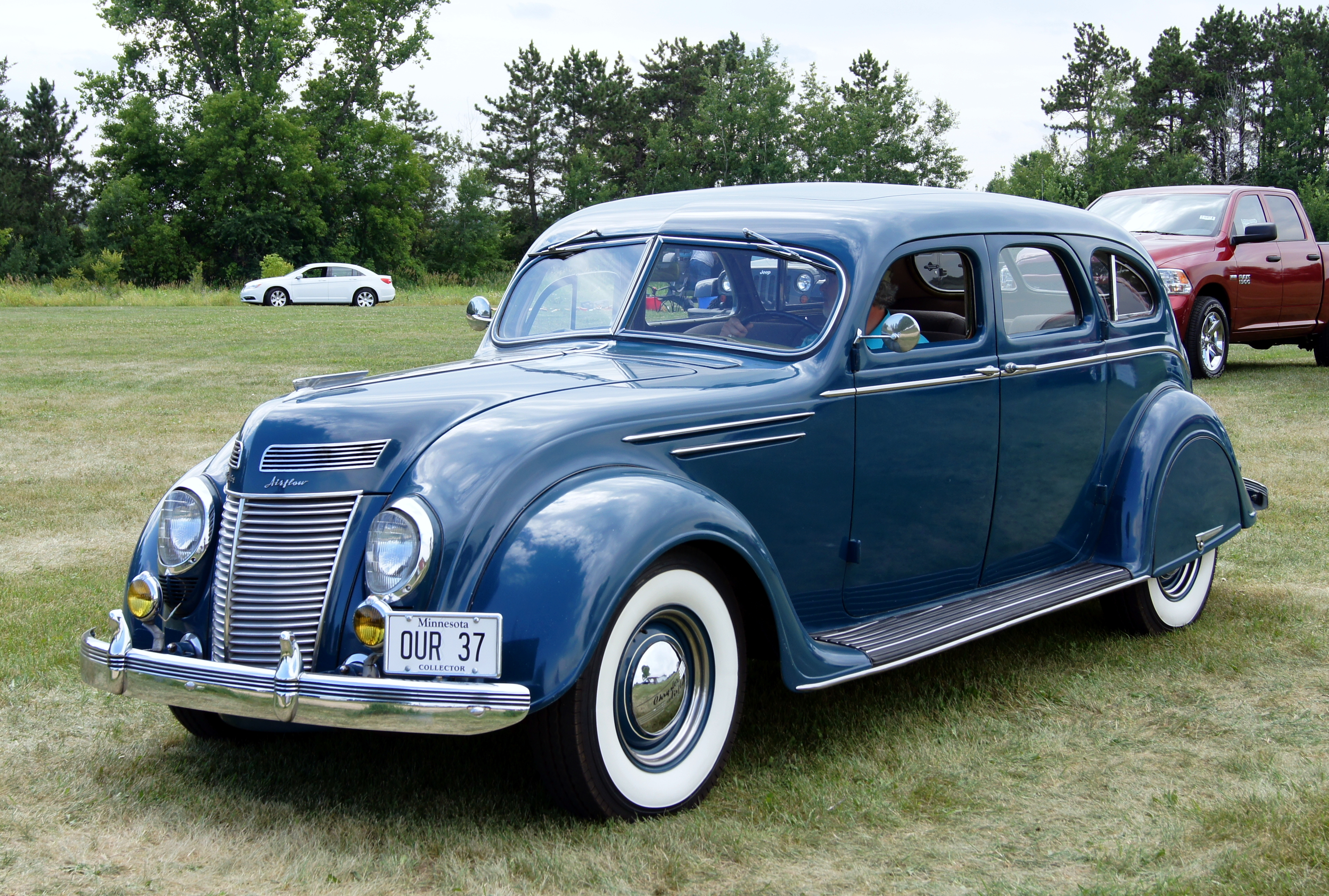
Chrysler Airflow C-17 1937
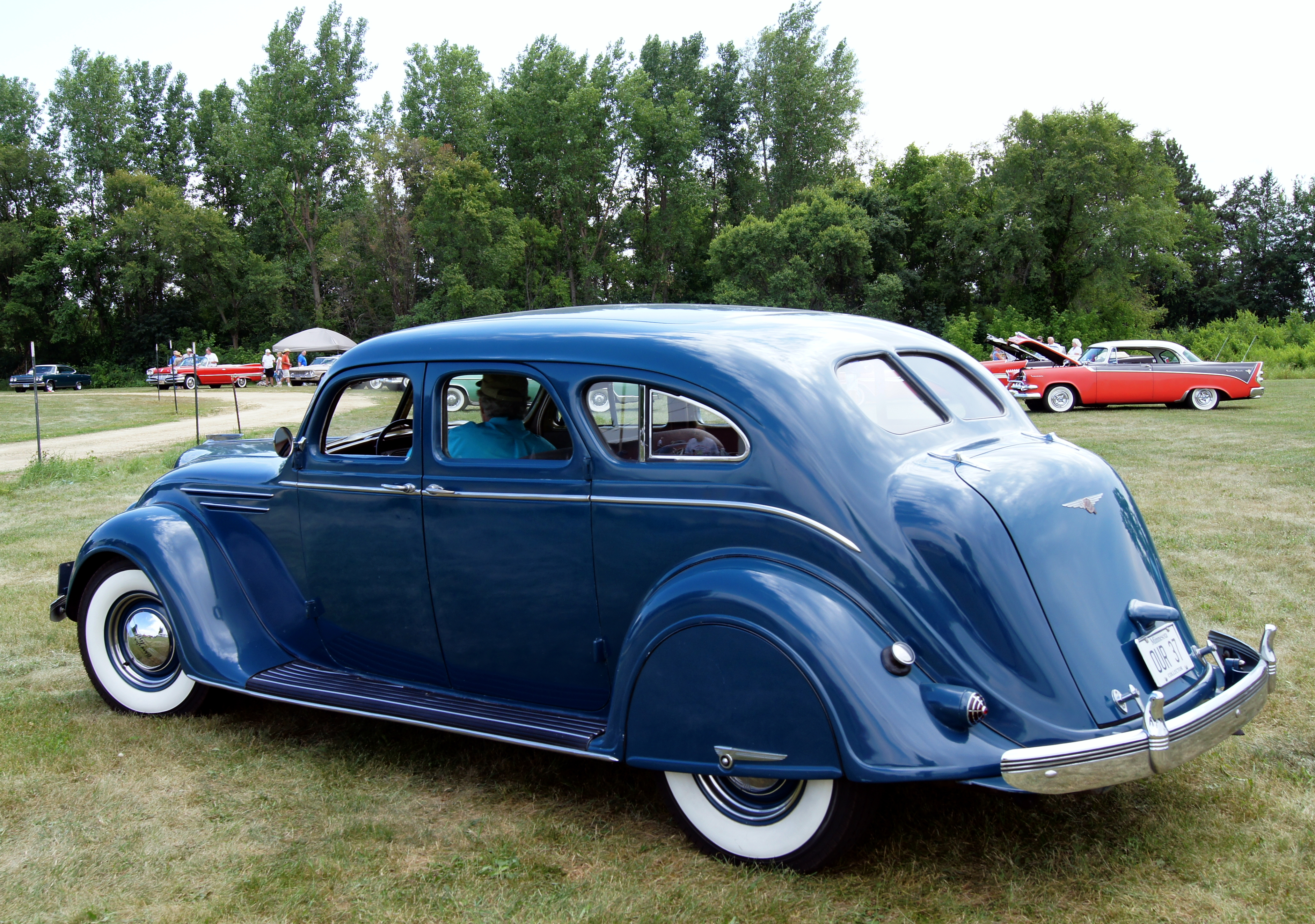
Chrysler Airflow C-17 1937
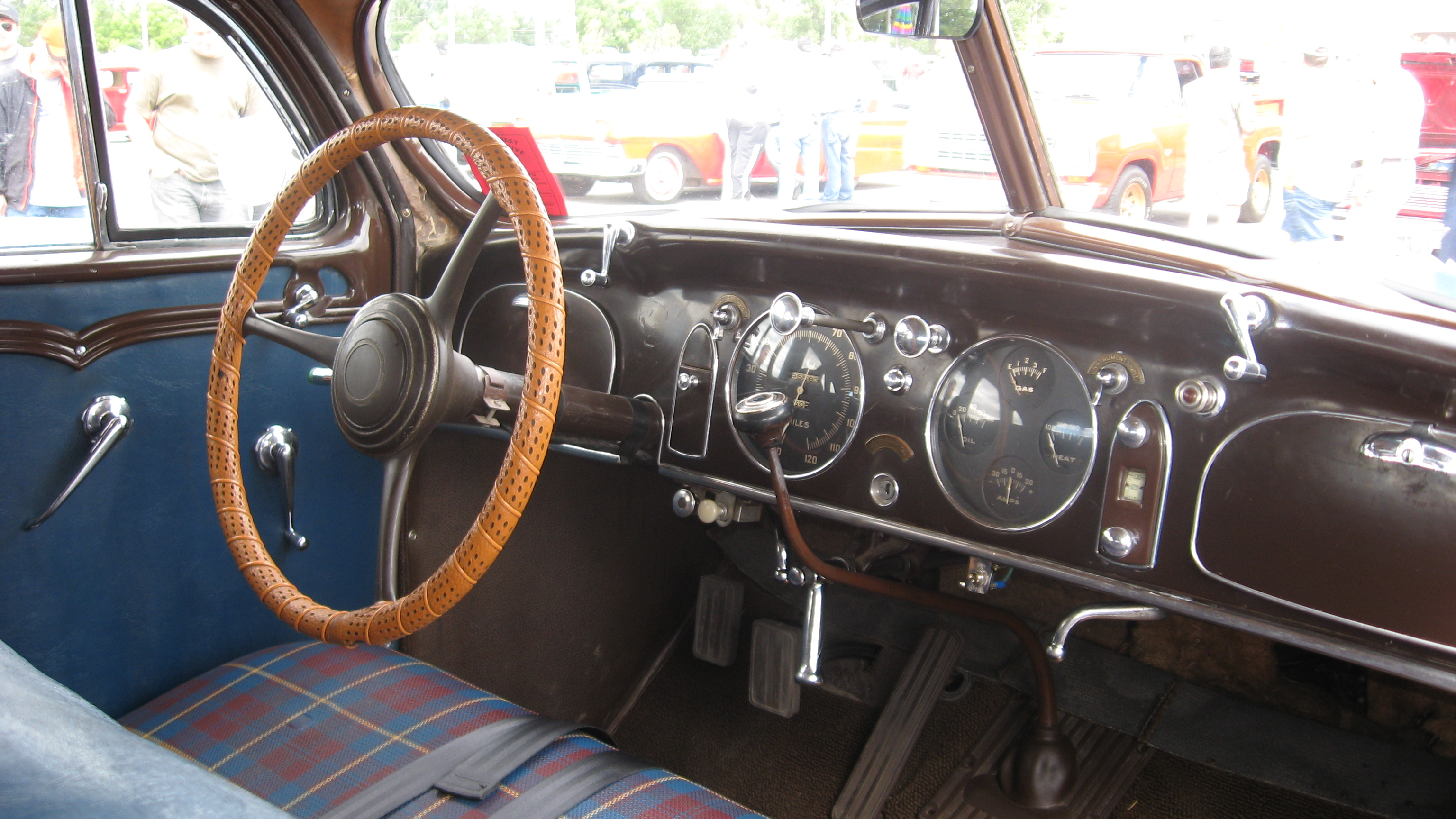

## Двиигуни
- 4.9 L Chrysler I8 (1934)
- 5.3 L Chrysler I8 (1937)